# Telmatoscopus proximus
Telmatoscopus proximus är en tvåvingeart som först beskrevs av Enrico Adelelmo Brunetti 1911.  Telmatoscopus proximus ingår i släktet Telmatoscopus och familjen fjärilsmyggor.
Artens utbredningsområde är Sri Lanka. Inga underarter finns listade i Catalogue of Life.